# 斯坦福德 (內布拉斯加州)
斯坦福德（英語：Stamford）是位於美國內布拉斯加州哈倫縣的村。

## 人口
根據2020年美國人口普查的數據，斯坦福德的面積為1.23平方千米，皆為陸地。當地共有人口158人，而人口密度為每平方千米128人。